# Францисканський монастир у Кралевій Сутьєсці
Францисканський монастир та костел святого Івана Хрестителя у Кралевій Сутьєсці — це римо-католицький монастир та костел францисканців. Вони присвячені святому Івану Хрестителю.

## Історія
Це єдиний монастир у францисканській провінції Босна Сребрена, який з великими стражданнями діє майже шість з половиною століть.

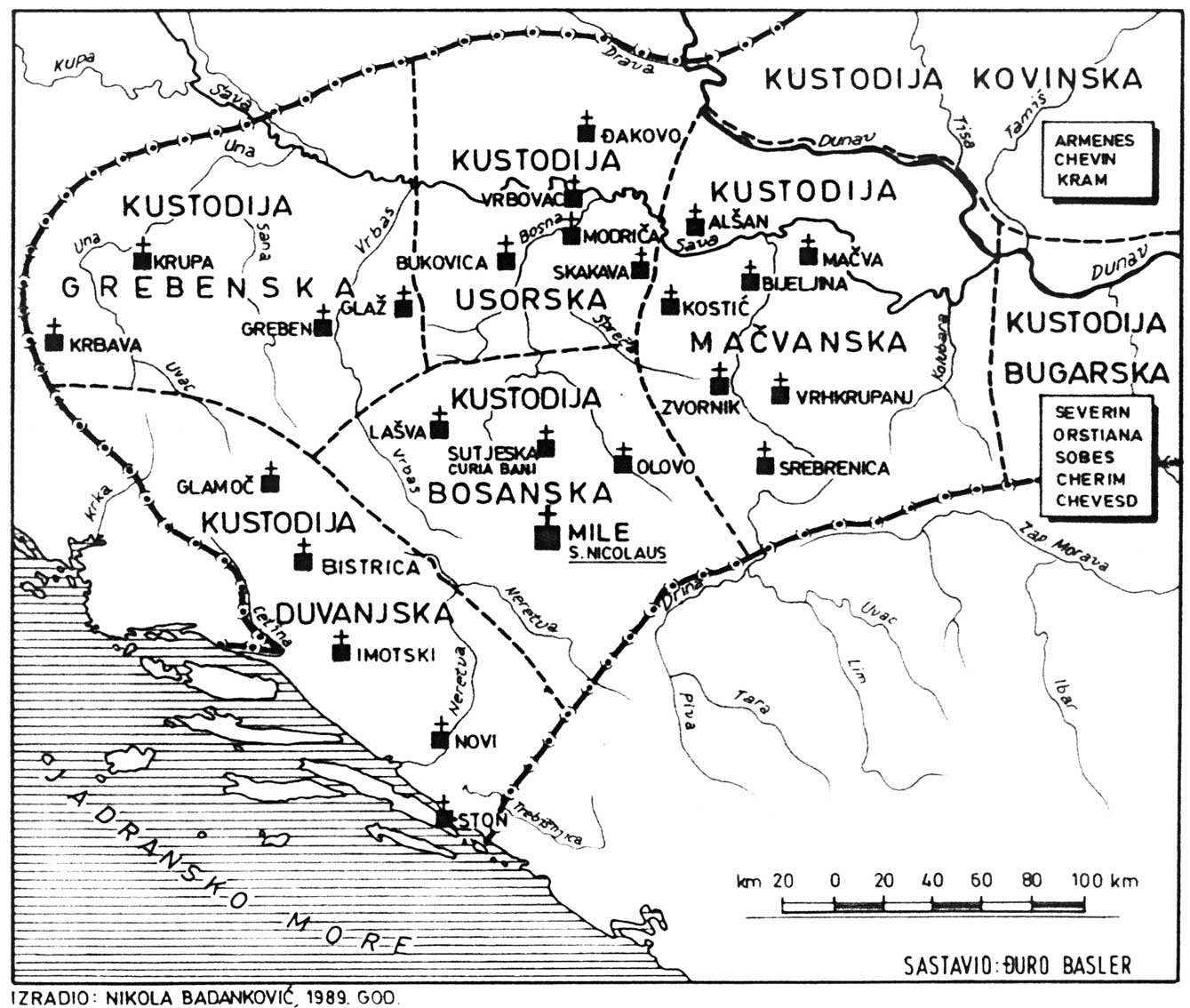
Боснійський вікаріат у 1375 році. Сутьєска належить до боснійської опіки.

На підставі наявних документів неможливо точно визначити час зведення оригінального монастиря. Це, швидше за все, сталося в першій половині XIV століття, близько 1340 року. Перша письмова згадка про монастир зустрічається у списку францисканського письменника Бартола Пізанського у 1385 році. Після османського вторгнення та завоювання Боснії про монастир є інформація в османському переписі 1469 року. Монастир кілька разів зазнавав серйозних збитків. Під час переслідування в 1524 році монастир був зруйнований. У 1658 р. у великій пожежі зникли численні монастирські скарби, а архіви та бібліотека були повністю спалені.

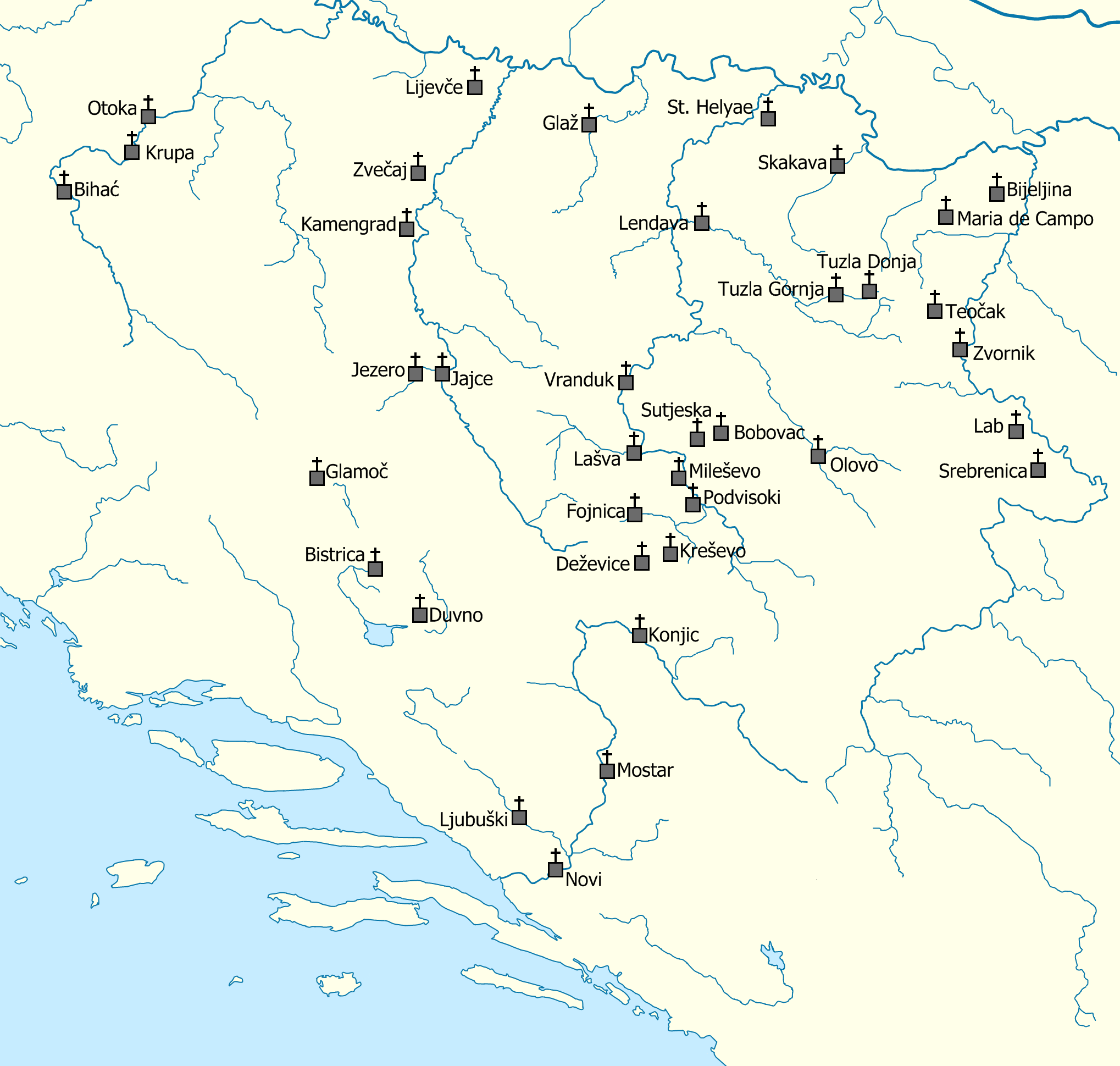
Римо-католицькі монастирі в Боснії XV ст.

Новий монастир був побудований у 1664 році. Під час Віденської війни, наприкінці 17 століття, францисканці мусили покинути його через великі збори та жити у сільських хатинах. Повернулися монахи в 1704 р.. Протягом 19 століття монастир реконструювали двічі, востаннє з 1888 по 1890 рік. Теперішнього вигляду він набув у 1897 році. До початку 20 століття в цьому монастирі для деяких кандидатів францисканців було організовано вивчення філософії та теології.

## Сьогодення
Наразі в монастирі є багата бібліотека, музей, галерея та церква св. Івана Хрестителя. Монастир видає електронну друковану газету «Сутьєский вісник».